# Estação Campo Alegre
A Estação Campo Alegre (originalmente planeada como Estação Faculdade de Letras) é uma futura estação de metro, na cidade do Porto, servida pela Linha H operada pela Metro do Porto.
No projeto de desenvolvimento do metro do Porto apresentado em 2008, a Estação Faculdade de Letras seria parte da ligação Matosinhos Sul - S. Bento e da ligação Casa da Musica - Vila D'Este. No entanto, quando se retomou a expansão do metro, em 2019, optou-se por refazer o plano e decidiu-se criar uma ligação direta de S. Bento com a Casa da Música, que não incluiria a Faculdade de Letras, embora esta continuasse prevista como parte da ligação Casa da Música - Devesas e como parte da ligação Matosinhos Sul - S. Bento.
Quando a ligação Casa da Música - Devesas (Linha Rubi) foi oficialmente anunciada, a Estação Faculdade de Letras foi renomeada como Estação Campo Alegre.